# Gonomyia (Teuchogonomyia) horribilis
Gonomyia (Teuchogonomyia) horribilis is een tweevleugelige uit de familie steltmuggen (Limoniidae). De soort komt voor in het Palearctisch gebied.